# 7948 Whitaker
7948 Whitaker è un asteroide della fascia principale. Scoperto nel 1992, presenta un'orbita caratterizzata da un semiasse maggiore pari a 2,4409694 UA e da un'eccentricità di 0,0470575, inclinata di 0,53477° rispetto all'eclittica.